# آنجلا دادورث
آنجلا دادورث (انگلیسی: Angela Duckworth؛ زادهٔ ۱۹۷۰ (۵۴–۵۵ سال)) روان‌شناس اهل ایالات متحده آمریکا است. او پروفسور روانشناسی در دانشگاه پنسیلوانیا میباشد. او در مورد سخت کوشی و کنترل خودخواسته تحقیق میکند. او برای تحقیقش بر روی گریت و کتابی به این عنوان (Grit) شناحته شده است.

## تحصیلات
او از دانش‌آموختگان دانشگاه کمبریج و کالج هاروارد است.